# Klonoa
 (août 2025).
Motif : Pertinence d'un article à part entière non démontrée. Redirection vers Klonoa (série de jeux vidéo) à envisager.
- Archive Wikiwix
- Bing
- Cairn
- DuckDuckGo
- E. Universalis
- Gallica
- Google
- G. Books
- G. News
- G. Scholar
- Persée
- Qwant
- (zh) Baidu
- (ru) Yandex
- (wd) trouver des œuvres sur Wikidata

| 1. | Préciser le motif de la pose du bandeau. | Précisez le motif de la pose du bandeau en utilisant la syntaxe suivante : {{admissibilité à vérifier\|date=août 2025\|motif=remplacez ce texte par le motif}}              |
| 2. | Informer les utilisateurs concernés.     | Pensez à avertir le créateur de l'article, par exemple, en insérant le code ci-dessous sur sa page de discussion : {{subst:avertissement admissibilité à vérifier\|Klonoa}} |

Pour l’article homonyme, voir Klonoa (série) pour la série dont ce personnage est le héros.
Klonoa (クロノア, Kuronoa), auquel on fait parfois allusion sous le nom de Klonoa du Vent (風のクロノア, Kaze no Kuronoa), est un personnage de jeu vidéo anthropomorphique créé par Namco et Klonoa Works dont les aventures ont commencé en 1997.

## Nature
L'espèce à laquelle appartient Klonoa, auquel on fait référence en tant que garçon, est sujet à questionnement, même s'il ressemble à un chat ou un lapin. Namco le décrit généralement comme un chat à grandes oreilles. Il parle un langage imaginaire composé d'exclamations comme « Manyah ! » (argh), « Rupurudu ! » (allons-y) et « Wahoo ! » qui apparaissent comme une de ses marques de fabrique. Si les sonorités qu'il utilise peuvent faire penser à du japonais (non prononciation des N), l'absence d'ordre syntaxique l'en éloigne. C'est Kumiko Watanabe qui fait sa voix.

## Biographie
Klonoa est un habitant du monde de Phantomile. Il vivait avec son grand-père dans un village situé près d'une forêt où Klonoa allait souvent pour se promener, se reposer ou encore jouer ("À cette époque il était encore jeune") toujours vêtu de sa casquette bleue
au logo de Pac-Man sur le côté et sa veste rouge entrouverte ("Klonoa changera de vêtement dans sa suite Klonoa 2 : Luneata's Veil ou il adoptera un T-shirt bleu uni avec une fermeture éclair au milieu") Klonoa a un contact d'amitié relativement rapide avec d'autres personnages. Un beau jour, c'est là où tout va basculer pour Klonoa, il vit une petite météorite s'écraser à quelques mètres de lui dans la forêt. Curieux, il décida d'inspecter cette dernière. Il découvrit un anneau en or, avec un fragment d’émeraude soudée dessus. Il tira de toutes ses forces et réussit finalement à le sortir de la terre. En même temps, un énergumène en sortit. Klonoa va tout de suite se lier d'amitié en se présentant a Hew-Poe. Depuis ce temps ils sont devenus inséparables.
Mais cette même rencontre va provoquer un funeste présage... Une aura ténébreuse a recouvert les nuages et une gigantesque explosion vient de détruire la ville. Au même moment Klonoa se réveille. Tout cela n'était qu'un rêve. Hew-Poe proposa alors de faire un tour...

## Conception
Klonoa a été dessiné par Yoshihiko Arai. Il avait tout d'abord créé un autre personnage, Shady, qui ressemblait à une ombre. Il abandonna cette idée à cause du manque de couleur. Estimant que ce qu'il y a d'important dans un personnage sont ses yeux et sa silhouette, il dota son personnage de grandes oreilles et d'yeux de chat. Il lui ajouta un collier et un large chapeau. À quelques détails près, cet aspect fut conservé pour Klonoa.

## Apparitions

### SérieKlonoa
- Klonoa: Door to Phantomile
- Klonoa: Moonlight Museum
- Klonoa 2: Lunatea's Veil
- Klonoa Beach Volleyball
- Klonoa: Empire of Dreams
- Klonoa 2: Dream Champ Tournament
- Klonoa Heroes: Legend of the Star Medal
- Klonoa Phantasy Reverie Series

### Caméos
- Klonoa apparaît dans les jeux Moto GP et Alpine Racer 3.

- Klonoa et son rival Guntz (Klonoa Heroes: Legend of the Star Medal) forment un duo jouable de Namco dans le RPG Namco x Capcom. Certains des mouvements de combat de Klonoa sont repris dans ce jeu.

- Dans Tales of Symphonia, Préséa Combatir peut accéder à un costume caché basé sur celui de Klonoa. Il a pour effet de faire dire au personnage le « Wahoo ! » de Klonoa. Le costume est accompagné du titre Voyageur des rêves pour Préséa.

- Des images de Klonoa sont présentes dans le jeu QuickSpot sur Nintendo DS.

- Klonoa est une cible dans le jeu Point Blank 3.

- Le motif jaune sur le chapeau de Klonoa représente Pac-Man, autre personnage de Namco.